# Mintaka
Mintaka (Delta Orionis, δ Ori) – gwiazda wielokrotna, jedna z jaśniejszych gwiazd w gwiazdozbiorze Oriona (obserwowana wielkość gwiazdowa: 2,41m). Jest to zachodnia gwiazda pasa Oriona. Odległa od Słońca o około 1200 lat świetlnych.

## Nazwa

Położenie w gwiazdozbiorze

Gwiazda ma tradycyjną nazwę Mintaka, która wywodzą się z arabskiego ‏منطقة‎ manṭaqa i oznacza „pas”, co nawiązuje do jej położenia w gwiazdozbiorze. Międzynarodowa Unia Astronomiczna w 2016 formalnie zatwierdziła użycie nazwy Mintaka dla określenia tej gwiazdy.

## Charakterystyka fizyczna
Jest to układ sześciokrotny, w którego skład wchodzą jasne, masywne gwiazdy. Różne metody pomiaru dają różne wartości odległości tego systemu gwiezdnego, co ma wpływ na wyznaczone parametry gwiazd, jednak wiadomo że należą one do asocjacji Orion OB1b, odległej o około 380 pc (~1200 lat świetlnych). Odległość uzyskana z użyciem fotometrii jest spójna z takim założeniem, sprawia ono także, że parametry fizyczne gwiazd nie mają anomalnych wartości. Podane niżej wartości zakładają taką odległość.

### Delta Orionis A
Główny składnik to gwiazda potrójna. Gwiazdy δ Ori Aa1 i Aa2 tworzą układ spektroskopowo podwójny, jest to także gwiazda zmienna zaćmieniowa typu Algola. W większej odległości okrąża je składnik δ Ori Ab, odległy od pary Aa o 0,30 sekundy kątowej (pomiar z 2013 r.); mają one wielkości gwiazdowe 2,41m (Aa) i 3,76m (Ab). Zaćmienia powodują spadki jasności o 0,2m.
Układ podwójny Delta Orionis Aa (właściwa Mintaka) ma okres orbitalny (a także zmienności) równy 5,732 doby. Tworzy go jasny błękitny olbrzym należący do typu widmowego O9,5 II i gwiazda ciągu głównego reprezentująca typ widmowy B1 V. Składnik Aa1 ma temperaturę 29 500 ± 500 K i jasność około 190 tysięcy razy większą niż jasność Słońca; jego masa to 24 +10−8 M☉, a promień fotosfery jest równy 16,5 ± 1,0 R☉. Składnik Aa2 ma temperaturę 25 600 ± 3000 K i jasność około 16 tysięcy razy większą niż Słońce; jego masa to około 8,4 masy Słońca, a promień fotosfery jest równy 6,5 +2,0−1,5 R☉.
Delta Orionis Ab okrąża tę parę w okresie 346 lat, w odległości około 100 au. Odpowiada za około 25% światła emitowanego przez układ. Gwiazda ta ma temperaturę 28 400 ± 1500 K i jasność około 63 tysiące razy większą niż Słońce; jej masa to około 22,5 masy Słońca, a promień fotosfery jest równy 10,4 ± 2,0 promienia Słońca

### Delta Orionis B
Słaba gwiazda Delta Orionis B znajduje się 33,0″ od głównego składnika (pomiar z 2014 roku), ma wielkość obserwowaną 14,20m. Odkrył ją Sherburne Wesley Burnham.

### Delta Orionis C
Składnik C znajduje się 53,3″ od głównego składnika (w 2015 r.) i ma wielkość obserwowaną 6,83m. Odkrył go Friedrich Struve. Charakteryzują ją wyraźne, ostre linie spektralne helu i silne pole magnetyczne. Jest to gwiazda spektroskopowo podwójna. Główny składnik to gwiazda ciągu głównego typu widmowego B3, a jego słabsza towarzyszka należy najprawdopodobniej do typu widmowego A0. Okres obiegu składników wokół wspólnego środka masy to 29,96 ± 0,02 doby, orbity mają mimośród 0,32 ± 0,07. Jaśniejsza gwiazda ma temperaturę ok. 19 000 K i masę ok. 7 M☉, zaś słabsza 10 000 K i masę około 2,5 masy Słońca. Masywniejsza gwiazda szybko rotuje, co powoduje zmienność emisji w linii wodoru Hα z okresem około 1,5 dnia, a to odpowiada prędkości obrotu 32 km/s; słabszy składnik obraca się z prędkością około 15 km/s.

## W fikcji
Mintakanie to fikcyjna rasa przedstawiona w serialu Star Trek: Następne pokolenie w odcinku Who Watches the Watchers? zamieszkująca planetę Mintaka III – trzecią planetę w systemie Mintaki.